# Investeringssparkonto
Investeringssparkonto (ISK) är en sparform för privatpersoner (och för dödsbon men inte juridiska personer) som infördes i Sverige den 1 januari 2012 enligt beslut av riksdagen och är tänkt att stimulera sparandet i aktier och investeringsfonder utan att den enskilda spararen drabbas av krångliga deklarationsregler. Kapitalvinster och utdelningar ska alltså inte redovisas i inkomstdeklarationen utan dessa kommer att vara helt skattefria. Däremot ska innehavaren av investeringssparkontot i sin inkomstdeklaration ta upp en schablonberäknad inkomst som beräknas på ungefär samma sätt som för kapitalförsäkringar, där statslåneräntan för året före ligger till grund för beräkningen. 
Investeringssparkonto lanserades först i Storbritannien den 6 april 1999.

## Beskattning
För schablonbeskattningen beräknas först ett kapitalunderlag, som är en fjärdedel av summan av värdet av tillgångarna på kontot vid ingången av varje kvartal, och värdet av de insättningar och överföringar till kontot som gjorts (av kontoinnehavaren eller från annans investeringssparkonto) under året. 
Från 2025 så räknas de första 150 000 kronorna inte in i kapitalunderlaget och är därmed skattebefriade.
Schablonintäkten beräknas sedan som kapitalunderlaget multiplicerad med statslåneräntan per den 30 november föregående år, ökad med 1,0 procentenheter. Schablonintäkten är dock lägst 1,25 % av kapitalunderlaget. Denna schablonintäkt beskattas sedan med 30 %.
Före inkomståret 2016 användes statslåneräntan rakt av utan ökning eller minimumnivå. Under inkomståren 2016 och 2017 var ökningen 0,75 %.
| Inkomstår | Statslåneränta (30 nov föregående år) | Ökning | Minsta faktor | Faktor för schablonintäkt | Grundavdrag |
| --------- | ------------------------------------- | ------ | ------------- | ------------------------- | ----------- |
| 2012      | 1,65 %                                | —      | —             | 1,65 %                    |             |
| 2013      | 1,49 %                                | —      | —             | 1,49 %                    |             |
| 2014      | 2,09 %                                | —      | —             | 2,09 %                    |             |
| 2015      | 0,90 %                                | —      | —             | 0,90 %                    |             |
| 2016      | 0,65 %                                | 0,75 % | 1,25 %        | 1,40 %                    |             |
| 2017      | 0,27 %                                | 0,75 % | 1,25 %        | 1,25 %                    |             |
| 2018      | 0,49 %                                | 1,0 %  | 1,25 %        | 1,49 %                    |             |
| 2019      | 0,51 %                                | 1,0 %  | 1,25 %        | 1,51 %                    |             |
| 2020      | -0,09 %                               | 1,0 %  | 1,25 %        | 1,25 %                    |             |
| 2021      | -0,10 %                               | 1,0 %  | 1,25 %        | 1,25 %                    |             |
| 2022      | 0,23 %                                | 1,0 %  | 1,25 %        | 1,25 %                    |             |
| 2023      | 1,94 %                                | 1,0 %  | 1,25 %        | 2,94 %                    |             |
| 2024      | 2,62 %                                | 1,0 %  | 1,25 %        | 3,62 %                    |             |
| 2025      | 1,96 %                                | 1,0 %  | 1,25 %        | 2,96 %                    | 150 000     |

Sparformen skiljer sig gentemot kapitalförsäkringen i flera avseenden men skattemässigt har ambitionen från regeringens sida varit att de båda sparformerna ska vara neutrala. Det här är de viktigaste skillnaderna: 
- Kapitalinkomsterna från investeringssparkontot tas upp som en intäkt i inkomstslaget kapital och beskattas här tillsammans med övriga kapitalinkomster efter avdrag för utgifter såsom ränteutgifter, förvaltningskostnader och så vidare. Kapitalförsäkringen beskattas separat med en avkastningsskatt av försäkringsbolaget och påverkas inte av övriga inkomstförhållanden.
- Man äger de värdepapper som finns på ISK:t till skillnad från kapitalförsäkringen, där det är försäkringsbolaget som äger värdepapperen. Detta innebär att ISK:ns ägare kan bevaka sina intressen vid en bolagsstämma.
- ISK:t ingår i den avlidnas kvarlåtenskap och omfattas av arvsordningen medan kapitalförsäkringen vid dödsfall betalas ut enligt försäkringens förmånstagarförordnande.

## Kritik
Riksrevisionen har i en granskning lyft fram att sparformen visserligen gjort det enklare att spara i aktier men att reformen kan ha kostat 42 miljarder kronor mellan åren 2012 och 2017. En utredning från tankesmedjan SNS Konjunkturråd kom fram till att sparformen avviker från andra sparformer på ett omotiverat sätt och föreslår att skatten harmoniseras med övrig kapitalinkomstbeskattning och försvinner i sin nuvarande form.
Under 2010-talets slut användes ISK-konton alltmer av investerare inom den växande marknaden för kryptovalutor. Skälet var dels att ett antal av de större kryptovalutorna (Bitcoin, Ether) blev lätt tillgängliga för handel genom ISK-systemet i form av certifikat, dels att ISK-systemet var skattemässigt fördelaktigt om man ägnade sig åt kortsiktig handel i kryptovalutor (eftersom det inte utgår någon beskattning för varje transaktion).